# HAVE A HOT DAY!
『HAVE A HOT DAY!』（ハブ ア ホット デイ）は1987年6月3日にリリースされた杉真理の9枚目のアルバムである。発売元はCBSソニー（LP：28AH 2188、CD：32DH 679）

## 概要
- 《夏》をキーワードにしたコンセプトアルバム的な色合いが濃い作品である。
- 《夏》のコンセプトアルバムであるため、A面を「POOLSIDE」、B面を「SEASIDE」としている。
- アルバムの題名『HAVE A HOT DAY!』は収録曲の「Melting World」の詞の一節を拝借したものである。
- 既発表曲６曲（「夢みる渚」「素敵なSummer days（素敵なサマー・デイズ）」「Crying Angel」「フランシス泣かないで」「恋のかけひき」「街で見かけた君」）に新曲6曲を加えた構成である。
- 既発表曲については本アルバム用のアレンジがなされた上で収録された。
- 全曲ロサンゼルスでトッラクダウンが行われた。
- 杉真理のデビュー30周年記念企画として2008年3月19日に紙ジャケット仕様にて再発された。

## 収録曲

### Side-A【POOLSIDE】
1.あの娘にダイビング
（作詞・作曲：杉真理／編曲：京田誠一＆杉真理／コーラスアレンジ：小室和之＆杉真理）
- Vocal, Acoustic Guitar：杉真理
- E. Guitar：田上正和
- Keyboards：嶋田陽一、京田誠一
- Chorus：小室和之、向井寛、楠瀬誠志郎
- Synthesizer Operators：中山信彦、鳥山敬治

2.Melting World
（作詞・作曲：杉真理／編曲：京田誠一＆杉真理／コーラスアレンジ：杉真理）
- Vocal, Chorus：杉真理
- E. Guitar：田上正和
- Keyboards：嶋田陽一、京田誠一
- Sax：Jake. H. Conception
- Synthesizer Operators：中山信彦、鳥山敬治

3.小説家と結ばれる方法
（作詞・作曲：杉真理／編曲：京田誠一＆杉真理／コーラスアレンジ：小室和之＆杉真理）
- Vocal, Chorus：杉真理
- E. Guitar：田上正和
- Keyboards：嶋田陽一、京田誠一
- Chorus：小室和之、向井寛、楠瀬誠志郎
- Synthesizer Operators：中山信彦、鳥山敬治

4.夢みる渚
（作詞・作曲：杉真理／編曲：京田誠一＆杉真理／コーラスアレンジ：小室和之＆杉真理）
「NIAGARA TRIANGLE Vol.2」に収録され、シングルとしても発売された曲。
本アルバムに収録するにあたってかなり大胆なアレンジが施された。
- Vocal, Chorus：杉真理
- E. Guitar：田上正和
- Keyboards：嶋田陽一、京田誠一
- Percussion：清水淳
- Synthesizer Operators：中山信彦、鳥山敬治

5.キッチンのマーメイド
（作詞・作曲：杉真理／編曲：京田誠一＆杉真理／コーラスアレンジ：小室和之＆杉真理）
- Vocal, Chorus：杉真理
- E. Bass：藤田哲也
- E. Guitar, Acoustic Guitar：田上正和
- Keyboards：嶋田陽一、京田誠一
- Chorus：小室和之、向井寛、楠瀬誠志郎
- Synthesizer Operators：中山信彦、鳥山敬治

6.素敵なSummer days
（作詞・作曲：杉真理／編曲：THE DREAMERS／コーラスアレンジ：小室和之＆杉真理）
1983年4月21日リリースの「STARGAZER」の収録曲『素敵なサマー・デイズ』のリミックスバージョンである。
- Vocal：杉真理
- Drums：清水淳
- E. Bass：藤田哲也
- E. Guitar：田上正和
- Acoustic Piano：嶋田陽一
- Synthesizer：京田誠一
- Chorus：小室和之、向井寛、楠瀬誠志郎

### Side-B【SEASIDE】
1.Diamond Eyes
（作詞・作曲・編曲・コーラスアレンジ：杉真理）
- Vocal：杉真理、Manna
- Drums：島村英二
- E. Bass：岡沢章
- E. Guitar：鈴木茂
- Acoustic Guitar：吉川忠英
- Electric Piano：中西康晴
- Synthesizer & Organ：嶋田陽一
- Percussion：斎藤ノブ

2.渚で会いたい
（作詞・作曲：杉真理／編曲：京田誠一＆杉真理／コーラスアレンジ：小室和之＆杉真理）
- Vocal：杉真理
- E. Guitar：田上正和
- Keyboards：嶋田陽一、京田誠一
- Chorus：小室和之、向井寛、楠瀬誠志郎
- Synthesizer Operators：中山信彦、鳥山敬治

3.街で見かけた君
（作詞・作曲・編曲：杉真理）
1981年9月21日リリースのシングル「ガラスの恋人／街で見かけた君」のB面収録曲である。
シングルの『街で見かけた君』は清水信之による編曲がなされているが、
本アルバムに収録するにあたって杉真理自身による編曲がなされ、リテイク（再録音）も行われた。
- Vocal, Acoustic Guitar：杉真理
- Synthesizer：嶋田陽一

4.フランシス泣かないで
（作詞・作曲・編曲・コーラスアレンジ：杉真理）
1982年5月21日リリースのアルバム「Overlap」の収録曲『フランシス泣かないで』のリミックスバージョンである。
- Vocal, Chorus：杉真理
- Drums：島村英二
- E. Bass：岡沢章
- E. Guitar：青山徹
- Acoustic Guitar：吉川忠英
- Acoustic Piano：中西康晴
- Synthesizer：佐藤準
- Percussion：斎藤ノブ

5.恋のかけひき
（作詞・作曲：杉真理／編曲：松任谷正隆／コーラスアレンジ：杉真理）
1980年7月21日リリースのアルバム「SONG WRITER」の収録曲『恋のかけひき』のリミックスバージョンである。
- Vocal：杉真理
- Drums：青山純
- E. Bass：岡沢茂
- E. Guitar：佐々木信教
- Acoustic Guitar & 12st. Guitar：吉川忠英
- Piano & Marimba：松任谷正隆
- Percussion：斎藤ノブ
- Sax：Jake. H. Conception
- Strings：Tomato
- Chorus：杉真理、竹内まりや、堀口和男

6.Crying Angel
（作詞・作曲：杉真理／編曲：京田誠一＆杉真理／コーラスアレンジ：小室和之＆杉真理）
1985年6月21日リリースのアルバム「SYMPHONY ＃10」の収録曲『Crying Angel』のリミックスバージョンである。
- Vocal, E. Guitar(solo)：杉真理
- E.Guitar：田上正和
- Acoustic Piano：嶋田陽一
- Synthesizer：京田誠一
- Chorus：小室和之、向井寛、楠瀬誠志郎
- Synthesizer Operators：中山信彦、鳥山敬治

## 30周年記念再発盤
- 2008年3月19日に紙ジャケット仕様にてSony Music Direct(GTMusic)よりリリースされた。
- 全曲24bitデジタル・リマスターが施されている。
- 13～16が追加収録された

1.あの娘にダイビング

2.Melting World

3.小説家と結ばれる方法

4.夢みる渚

5.キッチンのマーメイド

6.素敵なSummer days

7.Diamond Eyes

8.渚で会いたい

9.街で見かけた君

10.フランシス泣かないで

11.恋のかけひき

12.Crying Angel

13.Melting World（Live Version）【BOX】
（作詞・作曲：杉真理／編曲：BOX）
録音…1990年7月24日【BOX】ライヴ「Journey To Your Heart Tour」（東京新宿 NISSIN POWER STATION）
- Vocal, E.Guitar：杉真理
- Drums：島村英二
- E. Bass, Chorus：小室和之
- E.Guitar：田上正和
- Acoustic Guitar, Chorus：松尾清憲
- Keyboards：小泉信彦

14.小説家と結ばれる方法（Studio Live Version）
（作詞・作曲：杉真理／編曲：杉真理＆THE DREAMERS）
- Vocal：杉真理
- Drums：清水淳
- E. Bass：藤田哲也
- E. Guitar：田上正和
- Keyboards：嶋田陽一、京田誠一
- Chorus：小室和之、向井寛、楠瀬誠志郎

15.キッチンのマーメイド（Live Version）
（作詞・作曲：杉真理／編曲：杉真理＆THE DREAMERS）
録音…1987年7月26日「TDK SA LIVE '87 SURF BREAK CONCERT」（神奈川 観音崎京急ゴルフリンクス）
- Vocal, Acoustic Guitar：杉真理
- Drums：清水淳
- E. Bass：藤田哲也
- E. Guitar：田上正和
- Keyboards：嶋田陽一、京田誠一
- Chorus：小室和之、向井寛、楠瀬誠志郎

16.Diamond Eyes（Live Version）
（作詞・作曲：杉真理／編曲：杉真理＆THE DREAMERS）
録音…1987年7月26日「TDK SA LIVE '87 SURF BREAK CONCERT」（神奈川 観音崎京急ゴルフリンクス）
- Vocal：杉真理、Manna
- Drums：清水淳
- E. Bass：藤田哲也
- E. Guitar：田上正和
- Acoustic Guitar：杉真理
- Keyboards：嶋田陽一、京田誠一
- Chorus：小室和之、向井寛、楠瀬誠志郎